# Mannophryne lamarcai
Mannophryne lamarcai Mijares-Urrutia & Arends, 1999 è un anfibio anuro, appartenente alla famiglia degli Aromobatidi.

## Etimologia
L'epiteto specifico è stato dato in onore di Enrique La Marca.

## Distribuzione e habitat
È endemica del Cerro Socopó in Venezuela. Si trova tra i 600 e i 1650 metri di altitudine nello stato di Falcón.